# Авогадро (Венеција)
Авогадро (итал. Avogadro) је насеље у Италији у округу Венеција, региону Венето.
Према процени из 2011. у насељу је живело 29 становника. Насеље се налази на надморској висини од 5 м.